# Tyler Chatwood
Pour les articles homonymes, voir Chatwood.
Tyler Cole Chatwood (né le 16 décembre 1989 à Fontana, Californie, États-Unis) est un lanceur droitier qui a joué dans la Ligue majeure de baseball de 2011 à 2021 avant de signer pour les Fukuoka SoftBank Hawks en Nippon Professional Baseball.

## Biographie

### Carrière amateur
Pendant ses études secondaires à la Redlands East Valley High School de Redlands (Californie), Tyler Chatwood est membre de l'équipe junior des États-Unis de baseball en 2005. Désigné meilleur joueur du Comté de San Bernardino en 2005 et 2007 puis meilleur joueur de Citrus Belt League en 2008, Chatwood manque la saison 2006 à la suite d'une Opération de type Tommy John. 

### Carrière professionnelle
Chatwood est repêché en juin 2008 par les Angels de Los Angeles, son club de cœur, au deuxième tour de sélection et perçoit un bonus de 547 000 dollars à la signature son premier contrat professionnel le 13 juin 2008. 
Sa progression en Ligues mineures est très rapide avec les Arizona Angels (Rk, 2008), les Cedar Rapids Kernels (A, 2009), les Rancho Cucamonga Quakes (A+, 2010), les Arkansas Travelers (AA, 2010), les Salt Lake Bees (AAA, 2010). En 2010, il joue un seul match avec les Bees en Triple-A pour une victoire. 
Il est affecté en Triple-A chez les Salt Lake Bees après l'entraînement de printemps 2011 des Angels au cours duquel il participe à quatre matchs, dont un comme partant, pour une victoire, neuf retraits sur des prises et une moyenne de points mérités de 7,36 en onze manches lancées. Il joue un match avec les Bees (une manche lancée le 9 avril contre les Reno Aces) avant d'être appelé en Majeure le 10 avril afin de jouer comme lanceur partant le lendemain contre les Indians de Cleveland. Les blessures de Joel Piñeiro et Scott Kazmir puis l'utilisation de Dan Haren comme releveur lors du match en quatorze manches du samedi 9 avril obligent le staff des Angels à trouver en catastrophe un lanceur partant pour le match du lundi 11. Chatwood est choisi.
Face aux Indians de Cleveland, il concède un coup de circuit à Asdrúbal Cabrera, son deuxième frappeur de Ligue majeure affronté après le retrait de Michael Brantley sur un ballon dans le champ gauche. En deuxième manche, il lance pour un nouveau coup de circuit, à trois points cette fois, face à Matt LaPorta. Les Angels s'inclinent 4-0 et Chatwood, qui reste cinq manches sur le monticule, est crédité de la défaite. Le 16 avril, il lance sept bonne manches et n'accorde qu'un point aux White Sox de Chicago pour mériter sa première décision victorieuse dans le baseball majeur.
Chatwood complète sa saison recrue avec une fiche victoires-défaites de 6-11 et une moyenne de points mérités de 4,75 en 27 parties jouées pour les Angels, dont 25 départs comme lanceur partant.

#### Rockies du Colorado
Le 30 novembre 2011, les Angels échangent Tyler Chatwood aux Rockies du Colorado en retour du receveur Chris Iannetta.
Il effectue 12 départs et ajoute 7 présences en relève pour Colorado en 2012 et sa moyenne de points mérités se chiffre à 5,43 en 64 manches et deux tiers lancées avant d'enchaîner une très bonne saison 2013 dans la rotation de lanceurs partants. Bien qu'il n'effectue que 20 départs, moins que la moyenne de ses coéquipiers de la rotation, il maintient une moyenne de 3,15 points mérités accordés par partie en 111 manches et un tiers au monticule. Il remporte 8 victoires contre 5 défaites. Blessé au coude droit, il est absent du jeu du 31 juillet au 1er septembre de cette saison.
Une opération de type Tommy John au coude droit met fin à sa saison 2014 après seulement 4 départs. Il rate toute la saison 2015 et revient au jeu en 2016.

### Cubs de Chicago
Le 7 décembre 2017, Chatwood signe un contrat de 38 millions de dollars pour 3 saisons avec les Cubs de Chicago.